# ダンテ (競走馬)
ダンテ (Dante) はイギリスの競走馬および種牡馬。馬名の由来は中世イタリアの詩聖「ダンテ・アリギエーリ」より。全弟にアイリッシュダービーやセントレジャーステークスを勝ったサヤジラオ (Sayajirao) が、半兄に日本で種牡馬入りしタニノハローモアやスターロツチなどを輩出したハロウェー（Harroway）がいる。

## 戦績
ダンテはイギリスの辺境の街、ミドルハムで調教された。デビューすると3馬身差で圧勝し、それ以降も圧勝の連続。ダンテはデビュー前、それ程期待された馬ではなかったが、それを覆してダンテの名をイギリス中に広めた。後にG1に格付けされるイギリスの2歳短距離最強馬決定戦ミドルパークステークスでも後続に2馬身差をつけ快勝。2歳時を6戦無敗、それも全て圧勝という内容でシーズンを終える。
翌年はクラシックに向けて地元のレースに出走すると、単勝1.1倍という圧倒的な1番人気に応え、後続に4馬身差をつける楽勝、イギリス2000ギニーに向けて快調な出だしを飾った。が、本番直前の調教で別馬が蹴飛ばした小石が目に当たり、右目に傷を負ってしまった。陣営は大した傷ではないとしてイギリス2000ギニーに出走し1番人気に支持されたが、その傷が影響してかコートマーシャル (Court Martial) にクビ差で逃げ切られ、生涯初の敗戦を喫してしまった。しかし医師から目の治療を受けたダンテは、第二次世界大戦のためニューマーケット競馬場で代替開催されたイギリスダービーに出走した。2000ギニー以降も評価が劣らなかったダンテは再度1番人気に支持された。すると、ミダス (Midas) 、コートマーシャル以下に2馬身差をつけ、ニューマーケット競馬場で開催されたイギリスダービーの最速タイムで優勝。ミドルハムでは鐘を鳴らし、町全体がこの勝利を祝福した。
その後はセントレジャーステークスを目標に調整が進められていたが、調整が間に合わないとしてこれを回避、結局ダービー後は1戦も出走することなく引退となった。

### 年度別競走成績
※当時グループ制なし
- 1944年（6戦6勝） - ミドルパークステークス
- 1945年（3戦2勝） - イギリスダービー

## 種牡馬
引退後はシークトンスタッドで種牡馬入り。自身が敗れた2000ギニーを勝ったダリウス (Darius) をはじめ、数々の活躍馬を輩出・成功し、ダンテ系を形成した。目の傷は最後までダンテを苦しめ、最終的には完全に失明してしまったが、それでも種牡馬としての役割は果たしていた。

### 代表産駒
※当時グループ制なし
- Darius - 2000ギニー、エクリプスステークス、セントジェームズパレスステークス
- Carrozza - イギリスオークス
- Landau - サセックスステークス

## 血統
| ダンテの血統（ネアルコ系 / St.Simon 5×5×5=9.38%、St. Serf 5×5=6.25%（母内）） | ダンテの血統（ネアルコ系 / St.Simon 5×5×5=9.38%、St. Serf 5×5=6.25%（母内）） | ダンテの血統（ネアルコ系 / St.Simon 5×5×5=9.38%、St. Serf 5×5=6.25%（母内）） | （血統表の出典）    | （血統表の出典） |
| 父 Nearco 1935年 黒鹿毛                                                       | 父の父Pharos 1920年 鹿毛                                                      | Phalaris                                                                      | Polymelus           | Polymelus        |
| 父 Nearco 1935年 黒鹿毛                                                       | 父の父Pharos 1920年 鹿毛                                                      | Phalaris                                                                      | Bromus              |                  |
| 父 Nearco 1935年 黒鹿毛                                                       | 父の父Pharos 1920年 鹿毛                                                      | Scapa Flow                                                                    | Chaucer             | Chaucer          |
| 父 Nearco 1935年 黒鹿毛                                                       | 父の父Pharos 1920年 鹿毛                                                      | Scapa Flow                                                                    | Anchora             |                  |
| 父 Nearco 1935年 黒鹿毛                                                       | 父の母Nogara 1928年 鹿毛                                                      | Havresac                                                                      | Rabelais            | Rabelais         |
| 父 Nearco 1935年 黒鹿毛                                                       | 父の母Nogara 1928年 鹿毛                                                      | Havresac                                                                      | Hors Concours       |                  |
| 父 Nearco 1935年 黒鹿毛                                                       | 父の母Nogara 1928年 鹿毛                                                      | Catnip                                                                        | Spearmint           | Spearmint        |
| 父 Nearco 1935年 黒鹿毛                                                       | 父の母Nogara 1928年 鹿毛                                                      | Catnip                                                                        | Sibola              |                  |
| 母 Rosy Legend 1931 黒鹿毛                                                    | 母の父Dark Legend 1914 黒鹿毛                                                 | Dark Ronald                                                                   | Hampton             | Hampton          |
| 母 Rosy Legend 1931 黒鹿毛                                                    | 母の父Dark Legend 1914 黒鹿毛                                                 | Dark Ronald                                                                   | Darkie              |                  |
| 母 Rosy Legend 1931 黒鹿毛                                                    | 母の父Dark Legend 1914 黒鹿毛                                                 | Golden Legend                                                                 | Amphion             | Amphion          |
| 母 Rosy Legend 1931 黒鹿毛                                                    | 母の父Dark Legend 1914 黒鹿毛                                                 | Golden Legend                                                                 | St. Lucre           |                  |
| 母 Rosy Legend 1931 黒鹿毛                                                    | 母の母Rosy Cheeks 1919 黒鹿毛                                                 | St. Just                                                                      | St. Frusquin        | St. Frusquin     |
| 母 Rosy Legend 1931 黒鹿毛                                                    | 母の母Rosy Cheeks 1919 黒鹿毛                                                 | St. Just                                                                      | Justitia            |                  |
| 母 Rosy Legend 1931 黒鹿毛                                                    | 母の母Rosy Cheeks 1919 黒鹿毛                                                 | Purity                                                                        | Gallinule           | Gallinule        |
| 母 Rosy Legend 1931 黒鹿毛                                                    | 母の母Rosy Cheeks 1919 黒鹿毛                                                 | Purity                                                                        | Sanctimony F-No.3-n |                  |

全兄弟にSayajirao